# 고아라
고아라(髙아라, 1990년 2월 11일~)는 대한민국의 배우이다.

## 생애
2003년 제5회 SM 청소년 베스트 선발 대회에서 '외모짱'으로 선발되고, 전체 '대상'도 수상하며 연예계에 입문했다. 같은 해, 1000:1이라는 치열한 경쟁률을 뚫고 KBS 청소년 드라마 《반올림》 주연으로 발탁되어 연기자로 정식 데뷔하였다. 당시 고아라가 맡은 이옥림이라는 역할이 청소년들에게 많은 사랑을 받았다. 이 드라마는 큰 인기를 받아 2005년 시즌 2까지 제작되었다. 이후 2006년 SBS 드라마 《눈꽃》을 통해 첫 정극 드라마에 도전해 탁월한 연기로 제43회 백상예술대상에서 TV부문 신인 연기상을 차지했다. 이후 아역에서 성인 연기자로 발돋움해 여러 작품 활동을 해오다가 2013년 tvN 드라마 《응답하라 1994》로 《반올림》에 이어 제2의 전성기를 맞게 된다. 이 작품의 성나정이라는 역할을 통해 배우 고아라를 대중들에게 다시 한번 각인 시키는 계기가 됐는데 대중에게 연기력을 인정받음과 동시에 배우로서의 입지를 공고히 하는 계기가 되었다.

## 학력
- 청담중학교(졸업)
- 정신여자고등학교(졸업)[1]
- 중앙대학교 공연창작학부 연극전공 08학번(졸업)[1][2]

## 출연 작품

### 영화
| 연도 | 제목                                   | 역할        | 비고                 |
| ---- | -------------------------------------- | ----------- | -------------------- |
| 2007 | 푸른 늑대 - 땅 끝 바다가 다하는 곳까지 | 쿠란        | 몽골, 일본 합작 영화 |
| 2009 | 스바루                                 | 리즈 박     | 아시아 합작 영화     |
| 2012 | 페이스 메이커                          | 유지원      |                      |
| 2012 | 파파                                   | 준          |                      |
| 2015 | 조선마술사                             | 청명        |                      |
| 2016 | 탐정 홍길동: 사라진 마을               | 황계숙 회장 |                      |
| 2023 | 귀공자                                 | 윤주        |                      |

### 드라마
- 2003년 ~ 2005년 KBS2 성장드라마 《반올림#1》 ... 이옥림 역
- 2005년 ~ 2006년 KBS2 성장드라마 《반올림#2》 ... 이옥림 역
- 2006년 SBS 월화 미니시리즈 《눈꽃》 ... 유다미 역
- 2008년 MBC 수목 미니시리즈 《누구세요?》 ... 손영인 역
- 2009년 니혼TV 10부작 토요 미니시리즈 《화려한 스파이》 ... 신유나 역 (3회 특별출연)
- 2009년 MBC 수목 미니시리즈 《맨땅에 헤딩》 ... 강해빈 역
- 2013년 tvN 금토 미니시리즈 《응답하라 1994》 ... 성나정 역
- 2014년 SBS 드라마 스페셜 《너희들은 포위됐다》 ... 어수선 역
- 2015년 KBS2 금토 미니시리즈 《프로듀사》 ... 고아라 역 (8회 특별출연)
- 2016년 tvN 금토 미니시리즈 《응답하라 1988》 ... 성나정 역 (18회 특별출연)
- 2016년 ~ 2017년 KBS2 월화 미니시리즈 《화랑》 ... 아로 역
- 2017년 OCN 주말 미니시리즈 《블랙》 ... 강하람 역
- 2018년 JTBC 월화 미니시리즈 《미스 함무라비》 ... 박차오름 역
- 2019년 SBS 월화 특별기획 드라마 《해치》 ... 천여지 역
- 2020년 tvN 목요 미니시리즈 《슬기로운 의사생활》 ... 고아라 역 (5, 6회 특별출연)
- 2020년 KBS2 수목 미니시리즈 《도도솔솔라라솔》 ... 구라라 역
- 2025년 TVING 오리지널 시리즈 《춘화연애담》 ... 화리 역

### 뮤직 비디오
| 연도 | 가수     | 제목                   | 비고 |
| ---- | -------- | ---------------------- | ---- |
| 2004 | 동방신기 | Hug                    |      |
| 2011 | 동방신기 | 이것만은 알고가        |      |
| 2011 | 샤이니   | 줄리엣 (Japanese Ver.) |      |
| 2015 | 규현     | 밀리언 조각            |      |

## 작품 외 활동

### 웹예능
| 연도 | 제목              | 역할   | 비고 |
| ---- | ----------------- | ------ | ---- |
| 2023 | 나영석의 와글와글 | 게스트 |      |

### 홍보대사
| 연도 | 홍보대사명              | 비고 |
| ---- | ----------------------- | ---- |
| 2005 | 농림부 홍보대사         |      |
| 2008 | 제5대 스위스 프랜즈     |      |
| 2013 | 굿네이버스 홍보대사     |      |
| 2014 | 서울특별시 홍보대사     |      |
| 2015 | 서울지방경찰청 홍보대사 |      |
| 2016 | 대한민국 공군 홍보대사  |      |

### 광고
| 연도      | 기업명                      | 제품명                                       | 비고                |
| --------- | --------------------------- | -------------------------------------------- | ------------------- |
| 2004      | SK텔레콤                    | 스피드011 010 약정할인,                      | with 비             |
| 2004      | SK텔레콤                    | Ting                                         | with 장근석, 김장훈 |
| 2004      | 두산바이오텍                | 스페셜티                                     |                     |
| 2005      | 농림부                      | 우리 농산물                                  |                     |
| 2005      | 빙그레                      | 칵테일바                                     |                     |
| 2005      | 오뚜기                      | 오뚜기 스파게티, 짜장볶이, 라면볶이          | with 김희철, 김기범 |
| 2005~2006 | 액토즈소프트                | 라테일                                       |                     |
| 2006      | 현대약품                    | 미에로 화이바                                |                     |
| 2006      | 엘리트베이직(현 형지엘리트) | 엘리트 학생복                                | with SS501          |
| 2006      | YK038                       | HUM                                          |                     |
| 2006~2008 | 아모레퍼시픽                | 에뛰드                                       | with 장근석         |
| 2007      | 롯데칠성음료                | 아일락                                       |                     |
| 2007~2008 | 삼성전자                    | 애니콜 햅틱 애니콜 TALK PLAY LOVE 애니콜 3.5 | <J2> with 정일우    |
| 2007~2008 | 연승어페럴                  | 클라이드                                     |                     |
| 2008      | 한국인삼공사                | 인연보다 깊은 연인의 차                      |                     |
| 2009      | 금강제화                    | 스프리스                                     | with 김범           |
| 2009      | 바슈롬 코리아               | 소프렌 데일리 리뉴 센서티브 아이즈           |                     |
| 2011      | 캐논                        | 익서스                                       | with 김수현         |
| 2012      | 동서식품                    | 맥심 모카골드                                |                     |
| 2012      | 밀레                        | 밀레                                         | with 엄태웅         |
| 2012~2016 | 아모레퍼시픽                | 리리코스                                     |                     |
| 2013      | 위메프                      | 위메이크프라이스                             |                     |
| 2013      | LG 전자                     | LG Gx                                        | with 정우           |
| 2013      | 신라호텔                    | 신라면세점                                   | with 동방신기       |
| 2013~2014 | 영원아웃도어                | 에이글                                       | with 이동욱         |
| 2014      | 도미노피자 코리아           | 도미노피자                                   |                     |
| 2014      | 롯데칠성음료                | 닥터앤닥터                                   |                     |
| 2014~2017 | 우정사업본부                | 우체국예금보험                               |                     |
| 2017      | (주)제이에스티나            | 제이에스티나 뷰티                            |                     |
| 2019      | (주)리즈케이                | 리즈케이                                     |                     |
| 2019      | 밀라노스토리                | 밀라노스토리                                 |                     |
| 2023      | 신풍제약                    | 애드마일스                                   |                     |

### 음반
| 연도 | 음반명                   | 곡명               |
| ---- | ------------------------ | ------------------ |
| 2012 | 파파 OST                 | Now!               |
| 2012 | 파파 OST                 | Little girl Dreams |
| 2013 | 응답하라 1994 OST Part 8 | 시작               |

## 수상 및 후보
| 연도 | 시상식                                 | 부문                              | 작품                     | 결과 |
| ---- | -------------------------------------- | --------------------------------- | ------------------------ | ---- |
| 2003 | 제5회 SM 청소년 베스트 선발대회        | 대상, 외모짱                      | 빈칸                     | 수상 |
| 2004 | KBS 연기대상                           | 여자 청소년 연기상                | 반올림#1                 | 수상 |
| 2006 | SBS 연기대상                           | 뉴스타상                          | 눈꽃                     | 수상 |
| 2007 | 제1회 Mnet 20's Choice                 | 바비걸상                          | 빈칸                     | 수상 |
| 2007 | 제3회 앙드레김 베스트 스타 어워드      | 여자 신인상                       | 빈칸                     | 수상 |
| 2007 | 제43회 백상예술대상                    | TV부문 여자 신인연기상            | 눈꽃                     | 수상 |
| 2008 | 2008 한국광고주대회 광고주의 밤 시상식 | 광고주가 뽑은 좋은 모델상         | 빈칸                     | 수상 |
| 2008 | MBC 연기대상                           | 여자 신인상                       | 누구세요?                | 후보 |
| 2012 | 제48회 백상예술대상                    | 영화부문 여자 신인연기상          | 파파                     | 후보 |
| 2012 | 제21회 부일영화상                      | 신인 여자 연기상                  | 파파                     | 후보 |
| 2012 | 제33회 청룡영화상                      | 신인여우상                        | 파파                     | 후보 |
| 2012 | 제49회 대종상                          | 신인여우상                        | 페이스 메이커            | 후보 |
| 2014 | 제50회 백상예술대상                    | TV부문 여자 최우수연기상          | 응답하라 1994            | 후보 |
| 2014 | 제3회 에이판 스타 어워즈               | 중편드라마부문 여자 우수연기상    | 응답하라 1994            | 후보 |
| 2014 | 제7회 스타일 아이콘 어워즈             | 10대 스타일 아이콘상              | 빈칸                     | 수상 |
| 2014 | SBS 연기대상                           | 중편드라마부문 여자 우수연기상    | 너희들은 포위됐다        | 후보 |
| 2016 | 2016 한국영화를 빛낸 스타상            | 인기상                            | 탐정 홍길동: 사라진 마을 | 수상 |
| 2017 | KBS 연기대상                           | 중편드라마부문 여자 우수연기상    | 화랑                     | 후보 |
| 2018 | 제6회 아시아태평양 스타 어워즈         | 중편드라마부문 여자 우수연기상    | 미스 함무라비            | 후보 |
| 2018 | 제2회 더 서울 어워즈                   | 드라마부문 여자인기상             | 미스 함무라비            | 후보 |
| 2019 | SBS 연기대상                           | 중편드라마 부문 여자 최우수연기상 | 해치                     | 후보 |
| 2019 | SBS 연기대상                           | 베스트 커플상 (with 정일우)       | 해치                     | 후보 |
| 2020 | KBS 연기대상                           | 미니시리즈 부문 여자 우수연기상   | 도도솔솔라라솔           | 후보 |
| 2020 | KBS 연기대상                           | 베스트 커플상 (with 이재욱)       | 도도솔솔라라솔           | 후보 |
| 2020 | KBS 연기대상                           | 여자 인기상                       | 도도솔솔라라솔           | 후보 |
| 2021 | 제7회 아시아태평양 스타 어워즈         | 아이돌챔프 여자 인기상            | 빈칸                     | 후보 |

## 가족
- 부모님
- 남동생